# Beja (Abaetetuba)
Vila de Beja é um distrito do município de Abaetetuba, no Pará. A vila é famosa por abrigar uma das praias de agua doce mais visitadas da região do Baixo Tocantins. 

## História
Por volta de 1635, padres capuchinhos vindos do Convento do Una, em Belém, após percorrerem os rios da região, juntaram-se a uma aldeia de tribos indígenas nômades. O aglomerado foi chamado de "Samaúma" e, depois, batizado de "Beja" pelo governador Francisco Xavier de Mendonça Furtado.
A vila de Beja é também um balneário do município de Abaetetuba com uma praia fluvial localizada às margens da Baía do Capim.